# Mantella cowanii
Mantella cowanii es una especie de anfibios de la familia Mantellidae. Es endémica de Madagascar. Su hábitat natural son los bosques tropicales o subtropicales húmedos montañosos, pastizales de gran altitud subtropical o tropical y ríos. Está amenazada por la pérdida de su hábitat.